# Eine Frau in der Sonne
Eine Frau in der Sonne (A Woman in the Sun) ist ein Gemälde des amerikanischen Malers Edward Hopper. Wie die meisten seiner Kunstwerke ist es dem amerikanischen Realismus zuzuordnen. Das Bild zählt zu den bedeutendsten und wertvollsten Ausstellungsstücken des Whitney Museum of American Art in New York.

## Beschreibung und Deutung
In der Mitte des Bildes steht, in ihrer Körperhaltung ähnlich einer Säule, eine unbekleidete Frau mit einer Zigarette in der rechten Hand; ihr Gesicht wirkt nachdenklich, der Körper wird von vorne durch einfallende Sonnenstrahlen beleuchtet, der Rücken liegt im Dunkeln. Das Fenster, durch welches das gleißende Morgenlicht in den Raum fällt, ist nicht dargestellt, lediglich ein Teil des zur Seite geschobenen Vorhangs liegt im Bild. Ein zweites Fenster gibt den Blick auf zwei schlichte, unbelebte Dünen frei. Bis auf ein Bett ist der Raum unmöbliert. Lediglich zwei Gemälde, deren Motive nicht erkennbar sind, zieren die sonst kahlen und leeren Wände. Die Bettdecke liegt ungeordnet und quer auf der Matratze, unter der Kante liegen zwei hochhackige Schuhe, von denen einer in Unachtsamkeit auf die Seite gefallen ist. Wie für alle seine weiblichen Figuren stand auch hier Hoppers Ehefrau Josephine Nivison Modell.
Hopper greift in Eine Frau in der Sonne ein Motiv wieder auf, das er sehr ähnlich bereits in Die Morgensonne von 1952 umgesetzt hatte. Insgesamt sind im Spätwerk Hoppers Frauenfiguren im Sonnenlicht besonders häufig dargestellt, wobei die Bedeutung der Sonne immer weiter zunimmt, bis sie schließlich im Gemälde Sonne in einem leeren Zimmer von 1963 die menschliche Person völlig verdrängt. Hopper interessierte sich nach eigener Aussage mehr für das Sonnenlicht auf den Gebäuden und Figuren denn für irgendeinen Symbolismus.
Interpreten sahen und sehen in Hoppers Bildnissen vor allem  „Einsamkeit“, „Isolation“ oder „Melancholie“ dokumentiert, die sich in der kargen Leere der Außenwelt spiegele. Hopper selbst wollte die „Sache mit der Einsamkeit“ nicht überbetont wissen, äußerte jedoch zugleich die Vermutung, der Begriff der Einsamkeit drücke letztlich die ganze menschliche Verfassung aus. Doch zeigt sich in seinen Bildern immer auch Sehnsucht und die Hoffnung auf das Unbekannte, das außerhalb des Dargestellten liegt und auf das sich auch der Blick der Frau in der Sonne richtet. Im Unterschied zu den Figuren in Hoppers Werk Morgen in einer Stadt von 1944 und Die Morgensonne setzt sich das Modell in diesem Gemälde zudem bedachtsam, absichtlich und in Gänze dem Licht der Sonne aus und schützt sich vor ihr weder durch ein Tuch noch durch eine bedeckende Körperhaltung.
Zu dem Gemälde existiert eine Kohleskizze mit geringfügigen Unterschieden in der Komposition. Insbesondere ist darin anstelle des Bildes an der Westwand in einer Ecke noch ein Stuhl situiert, und die Beine der Frau stehen erkennbar näher beieinander als im vollendeten Gemälde.

## Rezeption
Der norwegische Schriftsteller Frode Grytten ließ sich 2009 von einer Reihe von Bildern Hoppers zu zehn Erzählungen inspirieren; titelgebend für die Geschichtensammlung ist das Gemälde Eine Frau in der Sonne. In seinen Meditationen Über Gemälde von Edward Hopper von 1994 äußert sich der kanadisch-amerikanische Lyriker Mark Strand ebenfalls ausführlich über das Bild, lehnt es jedoch ab, über wenige Spekulationen hinaus allzu viele Mutmaßungen über Vergangenheit und Zukunft der dargestellten Frau anzustellen: „Ihre Vergangenheit bleibt wie ihr Rücken im Schatten.“